# 曙南芥
曙南芥（学名：Stevenia cheiranthoides）为十字花科曙南芥属下的一个种。